# 東梅薩 (亞利桑那州)
東梅薩（英語：East Mesa）是位於美國亞利桑那州馬里科帕縣的一個非建制地區。該地的面積和人口皆未知。

## 地理
東梅薩的座標為33°24′55″N 111°39′28″W / 33.41528°N 111.65778°W，而該地的平均海拔高度為450米（即1470英尺）。